# Do it! Now
Singles de Morning Musume
Sōda! We're Alive
(20 février 2002) Koko ni Iruzee!
(24 juillet 2002)
Singles par Morning Musume
Single Medley
(26 juin 2002)
Do It! Now est le 15e single du groupe de J-pop Morning Musume.

## Présentation
Le single sort le 24 juillet 2002 au Japon sur le label zetima. Il est écrit, composé et produit par Tsunku. Il atteint la 3e place du classement des ventes de l'Oricon, et reste classé pendant 18 semaines, pour un total de 310 600 exemplaires vendus durant cette période. Il sort également au format "single V" (VHS et DVD contenant le clip vidéo) deux mois plus tard. C'est le dernier single du groupe avec Maki Goto, qui le quitte en septembre suivant.
La chanson-titre sert de thème musical pour la promotion de la tournée japonaise du spectacle Quidam du Cirque du Soleil. Une version remixée figurera sur la compilation de fin d'année du Hello! Project, Petit Best 3. La version originale figurera sur le cinquième album du groupe, No.5 de 2003, puis sur la compilation Best! Morning Musume 2 de 2004.

## Formation
Membres du groupe créditées sur le single :
- 1er génération : Kaori Iida, Natsumi Abe
- 2e génération : Kei Yasuda, Mari Yaguchi
- 3e génération : Maki Goto (dernier single)
- 4e génération : Rika Ishikawa, Hitomi Yoshizawa, Nozomi Tsuji, Ai Kago
- 5e génération : Ai Takahashi, Asami Konno, Makoto Ogawa, Risa Niigaki

## Titres
Single CD
1. Do It! Now
2. Chotto Ikashita Pure Boy (ちょっとイカしたPURE BOY?)
3. Do It! Now (Instrumental)

Single V (VHS/DVD)
1. Do It! Now
2. Making Eizô (メイキング映像?)